# Duguetia riedeliana
Duguetia riedeliana este o specie de plante angiosperme din genul Duguetia, familia Annonaceae, descrisă de Robert Elias Fries. Conform Catalogue of Life specia Duguetia riedeliana nu are subspecii cunoscute.